# Roy Emerson
Roy Stanley Emerson (ur. 3 listopada 1936 w Blackbutt) – australijski tenisista, zwycięzca dwudziestu ośmiu turniejów wielkoszlemowych w grze pojedynczej i podwójnej, ośmiokrotny zdobywca Pucharu Davisa.

## Kariera tenisowa
Emerson urodził się w rodzinie farmera i w gospodarstwie ojca spędził dzieciństwo. Później rodzina przeniosła się do Brisbane, gdzie Emerson uczęszczał do szkoły średniej (Brisbane Grammar School, potem do szkoły w Ipswich). Tam także podjął treningi tenisowe.
Pierwsze znaczące osiągnięcie Emersona to mistrzostwo Wimbledonu 1959 w grze podwójnej, w parze z leworęcznym rodakiem Nealem Fraserem. W tym samym roku po raz pierwszy znalazł się w czołowej dziesiątce światowej, gdzie figurował nieprzerwanie przez kolejne dziewięć lat. Pierwszy tytuł wielkoszlemowy w grze pojedynczej zdobył w 1961, pokonując w finale mistrzostw Australii Roda Lavera. Z tym samym rywalem spotkał się w finale mistrzostw USA kilka miesięcy później i ponownie wygrał, tym razem w trzech setach. W sezonie 1962 Laver pozostawał jednak poza zasięgiem swoich rywali w turniejach amatorskich i wygrał wszystkie imprezy wielkoszlemowe, w trzech finałach rewanżując się Emersonowi za ubiegłoroczne porażki (w mistrzostwach Australii, Francji i USA).
Era największych sukcesów Roya Emersona przypadła na lata 1963–1967. Laver przeszedł już wówczas do grona tenisistów zawodowych, ustępując swojemu rodakowi miejsca na czele rankingu (był on liderem list światowych w latach 1964–1965). W latach 1963–1967 Emerson wygrywał regularnie przynajmniej jeden turniej wielkoszlemowy rocznie, w tym mistrzostwa Australii pięć razy z rzędu. W 1964 triumfował w trzech imprezach, a na drodze do Wielkiego Szlema stanął mu w ćwierćfinale mistrzostw Francji Włoch Nicola Pietrangeli. Z kolei w 1966 był bliski powtórzenia osiągnięcia Freda Perry’ego trzech z rzędu wygranych na Wimbledonie; startował w turnieju jako faworyt, jednak kontuzja odniesiona w trakcie jednego z pojedynków, kiedy biegnąc do piłki wpadł na stołek sędziowski, pozbawiła go możliwości odniesienia końcowego zwycięstwa.
Triumfował łącznie w dwunastu turniejach wielkoszlemowych w grze pojedynczej, co aż do 2000 stanowiło rekord; poprawił ten wynik swoim siódmym triumfem wimbledońskim Pete Sampras, dokładając później jeszcze wygraną na US Open 2002. Jednocześnie Emerson był skutecznym deblistą i dalsze szesnaście tytułów wielkoszlemowych dołożył w grze podwójnej, występując z różnymi partnerami (głównie z Fraserem). Nie udało mu się wygrać żadnego turnieju w grze mieszanej, ale i tak z 28 zwycięstwami pozostaje najbardziej utytułowanym mężczyzną w historii imprez wielkoszlemowych. Jest również jedynym tenisistą, który zdołał wygrać wszystkie turnieje wielkoszlemowe i w singlu i deblu.
W 1968 zdecydował się ostatecznie na przejście na zawodowstwo. Był to już jednak schyłek podziału tenisa na amatorski i zawodowy i niebawem mógł powrócić do rywalizacji wielkoszlemowej, nie odnosząc już jednak takich sukcesów. W 1969, podobnie jak siedem lat wcześniej, stawał kilkakrotnie na drodze Roda Lavera do Wielkiego Szlema, ale przegrał zarówno w Australii (w drugiej rundzie), jak i US Open (w ćwierćfinale). W erze open udało się Emersonowi wygrać dwa turnieje wielkoszlemowe w deblu – Australian Open 1969 i Wimbledonie 1971. Występował w turniejach zawodowych jeszcze w 1978, pod koniec kariery jako grający trener.
Bogatą kartę Emerson zapisał w dziejach Pucharu Davisa. Był najskuteczniejszym graczem w ekipie słynnego trenera Harry’ego Hopmana, wygrywając 22 mecze z 24 w grze pojedynczej i 13 z 15 w deblu. Był kluczowym zawodnikiem w rywalizacji o trofeum, którą Australia rozstrzygała na swoją korzyść w latach 1959–1962 i 1964–1967. W 1963 w finale lepsi okazali się Amerykanie, ale Emerson wygrał swoje oba mecze singlowe z Chuckiem McKinleyem i Dennisem Ralstonem, przegrał natomiast w deblu. Jedynymi graczami, którzy zdołali go pokonać w grze pojedynczej w Pucharze Davisa, byli Włoch Pietrangeli i Hiszpan Santana.
Emerson, praworęczny zawodnik o przydomku Emmo, grał zazwyczaj stylem serwis-wolej, ale potrafił także wytrzymać dłuższe wymiany na kortach ziemnych. Obok umiejętności tenisowych tajemnica jego sukcesów polegała na znakomitym przygotowaniu fizycznym. Mimo niewątpliwych osiągnięć nie jest zazwyczaj wymieniany w gronie najlepszych graczy w historii. Podkreśla się, że tytuły wielkoszlemowe zdobywał wśród amatorów, kiedy brakowało akurat – po odejściu Lavera – wielkich indywidualności, a swoich sukcesów nie był w stanie powtórzyć po dopuszczeniu do rywalizacji graczy zawodowych. Pewnym potwierdzeniem tej teorii jest porażka Emersona w ćwierćfinale mistrzostw Francji w 1968 z legendą tenisa zawodowego Ricardem Gonzálezem, wówczas już 40-letnim. Australijczyk nie zdołał zresztą pokonać Gonzáleza w żadnym z ich dwunastu pojedynków.
W 1978 Emerson wygrał mistrzostwa USA na kortach twardych w kategorii „ojciec i syn” wspólnie z synem Antonym, który przez pewien czas bronił barw University of Southern California w uczelnianych rozgrywkach tenisowych. Po ostatecznym zakończeniu kariery sportowej Emerson osiadł w USA, w Newport Beach. Ma również dom w szwajcarskim Gstaad, gdzie prowadzi zajęcia w akademii tenisowej.
W 1982 został uhonorowany miejscem w Międzynarodowej Tenisowej Galerii Sławy, a w 1994 w Australijskiej Tenisowej Galerii Sławy.

### Finały w turniejach wielkoszlemowych

#### Gra pojedyncza (12–3)
| Końcowy wynik | Nr  | Data | Turniej                                | Nawierzchnia | Przeciwnik    | Wynik finału            |
| ------------- | --- | ---- | -------------------------------------- | ------------ | ------------- | ----------------------- |
| Zwycięzca     | 1.  | 1961 | Australian Championships, Melbourne    | Trawiasta    | Rod Laver     | 1:6, 6:3, 7:5, 6:4      |
| Zwycięzca     | 2.  | 1961 | U.S. National Championships, Nowy Jork | Trawiasta    | Rod Laver     | 7:5, 6:3, 6:2           |
| Finalista     | 1.  | 1962 | Australian Championships, Sydney       | Trawiasta    | Rod Laver     | 6:8, 6:0, 4:6, 4:6      |
| Finalista     | 2.  | 1962 | French Championships, Paryż            | Ceglana      | Rod Laver     | 6:3, 6:2, 3:6, 7:9, 2:6 |
| Finalista     | 3.  | 1962 | U.S. National Championships, Nowy Jork | Trawiasta    | Rod Laver     | 2:6, 4:6, 7:5, 4:6      |
| Zwycięzca     | 3.  | 1963 | Australian Championships, Adelaide     | Trawiasta    | Ken Fletcher  | 6:3, 6:3, 6:1           |
| Zwycięzca     | 4.  | 1963 | French Championships, Paryż            | Ceglana      | Pierre Darmon | 3:6, 6:1, 6:4, 6:4      |
| Zwycięzca     | 5.  | 1964 | Australian Championships, Brisbane     | Trawiasta    | Fred Stolle   | 6:3, 6:4, 6:2           |
| Zwycięzca     | 6.  | 1964 | Wimbledon, Londyn                      | Trawiasta    | Fred Stolle   | 6:4, 12:10, 4:6, 6:3    |
| Zwycięzca     | 7.  | 1964 | U.S. National Championships, Nowy Jork | Trawiasta    | Fred Stolle   | 6:4, 6:2, 6:4           |
| Zwycięzca     | 8.  | 1965 | Australian Championships, Melbourne    | Trawiasta    | Fred Stolle   | 7:9, 2:6, 6:4, 7:5, 6:1 |
| Zwycięzca     | 9.  | 1965 | Wimbledon, Londyn                      | Trawiasta    | Fred Stolle   | 6:2, 6:4, 6:4           |
| Zwycięzca     | 10. | 1966 | Australian Championships, Melbourne    | Trawiasta    | Arthur Ashe   | 6:4, 6:8, 6:2, 6:3      |
| Zwycięzca     | 11. | 1967 | Australian Championships, Melbourne    | Trawiasta    | Arthur Ashe   | 6:4, 6:1, 6:4           |
| Zwycięzca     | 12. | 1967 | French Championships, Paryż            | Ceglana      | Tony Roche    | 6:1, 6:4, 2:6, 6:2      |

#### Gra podwójna (16–12)
| Końcowy wynik | Nr  | Data | Turniej                                | Nawierzchnia | Partner         | Przeciwnicy                       | Wynik finału                |
| ------------- | --- | ---- | -------------------------------------- | ------------ | --------------- | --------------------------------- | --------------------------- |
| Finalista     | 1.  | 1958 | Australian Championships, Sydney       | Trawiasta    | Bob Mark        | Ashley Cooper Neale Fraser        | 5:7, 8:6, 6:3, 3:6, 5:7     |
| Finalista     | 2.  | 1959 | French Championships, Paryż            | Ceglana      | Neale Fraser    | Nicola Pietrangeli Orlando Sirola | 3:6, 2:6, 12:14             |
| Zwycięzca     | 1.  | 1959 | Wimbledon, Londyn                      | Trawiasta    | Neale Fraser    | Rod Laver Bob Mark                | 8:6, 6:3, 14:16, 9:7        |
| Zwycięzca     | 2.  | 1959 | U.S. National Championships, Nowy Jork | Trawiasta    | Neale Fraser    | Alex Olmedo Butch Buchholz        | 3:6, 6:3, 5:7, 6:4, 7:5     |
| Finalista     | 3.  | 1960 | Australian Championships, Brisbane     | Trawiasta    | Neale Fraser    | Rod Laver Bob Mark                | 5:7, 8:6, 6:3, 3:6, 5:7     |
| Zwycięzca     | 3.  | 1960 | French Championships, Paryż            | Ceglana      | Neale Fraser    | José Luis Arilla Andrés Gimeno    | 6:2, 8:10, 7:5, 6:4         |
| Zwycięzca     | 4.  | 1960 | U.S. National Championships, Nowy Jork | Trawiasta    | Neale Fraser    | Rod Laver Bob Mark                | 9:7, 6:4, 6:2               |
| Finalista     | 4.  | 1961 | Australian Championships, Melbourne    | Trawiasta    | Martin Mulligan | Rod Laver Bob Mark                | 3:6, 5:7, 6:3, 11:9, 2:6    |
| Zwycięzca     | 5.  | 1961 | French Championships, Paryż            | Ceglana      | Rod Laver       | Robert Howe Bob Mark              | 3:6, 6:1, 6:1, 6:4          |
| Zwycięzca     | 6.  | 1961 | Wimbledon, Londyn                      | Trawiasta    | Neale Fraser    | Bob Hewitt Fred Stolle            | 6:4, 6:8, 6:4, 6:8, 8:6     |
| Zwycięzca     | 7.  | 1962 | Australian Championships, Sydney       | Trawiasta    | Neale Fraser    | Bob Hewitt Fred Stolle            | 4:6, 4:6, 6:1, 6:4, 11:9    |
| Zwycięzca     | 8.  | 1962 | French Championships, Paryż            | Ceglana      | Neale Fraser    | Wilhelm Bungert Christian Kuhnke  | 6:3, 6:4, 7:5               |
| Zwycięzca     | 9.  | 1963 | French Championships, Paryż            | Ceglana      | Manuel Santana  | Gordon Forbes Abe Segal           | 6:2, 6:4, 6:4               |
| Finalista     | 5.  | 1964 | Australian Championships, Brisbane     | Trawiasta    | Ken Fletcher    | Bob Hewitt Fred Stolle            | 4:6, 5:7, 6:3, 6:4, 12:14   |
| Zwycięzca     | 10. | 1964 | French Championships, Paryż            | Ceglana      | Ken Fletcher    | John Newcombe Tony Roche          | 7:5, 6:3, 3:6, 7:5          |
| Finalista     | 6.  | 1964 | Wimbledon, Londyn                      | Trawiasta    | Ken Fletcher    | Bob Hewitt Fred Stolle            | 5:7, 9:11, 4:6              |
| Finalista     | 7.  | 1965 | Australian Championships, Melbourne    | Trawiasta    | Fred Stolle     | John Newcombe Tony Roche          | 6:3, 6:4, 11:13, 3:6, 4:6   |
| Zwycięzca     | 11. | 1965 | French Championships, Paryż            | Ceglana      | Fred Stolle     | Ken Fletcher Bob Hewitt           | 6:8, 6:3, 8:6, 6:2          |
| Zwycięzca     | 12. | 1965 | U.S. National Championships, Nowy Jork | Trawiasta    | Fred Stolle     | Frank Froehling Charlie Pasarell  | 6:4, 10:12, 7:5, 6:3        |
| Zwycięzca     | 13. | 1966 | Australian Championships, Melbourne    | Trawiasta    | Fred Stolle     | John Newcombe Tony Roche          | 7:9, 6:3, 6:8, 14:12, 12:10 |
| Zwycięzca     | 14. | 1966 | U.S. National Championships, Nowy Jork | Trawiasta    | Fred Stolle     | Clark Graebner Dennis Ralston     | 6:4, 6:4, 6:4               |
| Finalista     | 8.  | 1967 | French Championships, Paryż            | Ceglana      | Ken Fletcher    | John Newcombe Tony Roche          | 3:6, 7:9, 10:12             |
| Finalista     | 9.  | 1967 | Wimbledon, Londyn                      | Trawiasta    | Ken Fletcher    | Bob Hewitt Frew McMillan          | 2:6, 3:6, 4:6               |
| Finalista     | 10. | 1968 | French Open, Paryż                     | Ceglana      | Rod Laver       | Ken Rosewall Fred Stolle          | 3:6, 4:6, 3:6               |
| Zwycięzca     | 15. | 1969 | Australian Open, Melbourne             | Trawiasta    | Rod Laver       | Ken Rosewall Fred Stolle          | 4:6, 4:6                    |
| Finalista     | 11. | 1969 | French Open, Paryż                     | Ceglana      | Rod Laver       | John Newcombe Tony Roche          | 6:4, 1:6, 6:3, 4:6, 4:6     |
| Finalista     | 12. | 1970 | US Open, Nowy Jork                     | Trawiasta    | Rod Laver       | Pierre Barthès Nikola Pilić       | 3:6, 6:7, 6:4, 6:7          |
| Zwycięzca     | 16. | 1971 | Wimbledon, Londyn                      | Trawiasta    | Rod Laver       | Arthur Ashe Dennis Ralston        | 4:6, 9:7, 6:8, 6:4, 6:4     |

#### Gra mieszana (0–2)
| Końcowy wynik | Nr | Data | Turniej                            | Nawierzchnia | Partnerka         | Przeciwnicy                | Wynik finału  |
| ------------- | -- | ---- | ---------------------------------- | ------------ | ----------------- | -------------------------- | ------------- |
| Finalista     | 1. | 1958 | Australian Championships, Brisbane | Trawiasta    | Mary Bevis Hawton | Beryl Penrose Neale Fraser | 2:6, 4:6      |
| Finalista     | 2. | 1960 | French Championships, Paryż        | Ceglana      | Ann Haydon-Jones  | Maria Bueno Robert Howe    | 6:1, 1:6, 2:6 |